# Dingaan Thobela
Dingaan Bongani Thobela (* 24. September 1966 in Soweto; † 29. April 2024 in Johannesburg) war ein südafrikanischer Profiboxer. Er war im Laufe seiner Karriere Weltmeister der WBO und WBA im Leichtgewicht sowie Weltmeister der WBC im Supermittelgewicht.

## Boxkarriere
Er begann Anfang der 1980er Jahre unter Norman Hlabane in der Sanyo Boxing Academy in Soweto mit dem Amateurboxsport und galt schnell als großes Talent. 1985 gewann er jede Distrikts- und Bereichsmeisterschaft und wurde dabei jeweils zum besten Boxer des Turniers gewählt. Er qualifizierte sich damit für die Südafrikameisterschaften im Leichtgewicht, die er ebenfalls gewinnen konnte. Daraufhin wechselte er mit Unterstützung seines Trainers ins Profigeschäft.
Nach 22 Siegen und einem Unentschieden gewann er im September 1990 die WBO-Weltmeisterschaft im Leichtgewicht gegen den mexikanischen Rechtsausleger Mauricio Aceves. Weitere Siege, darunter zwei Titelverteidigungen gegen Mario Martínez und Ex-Weltmeister Antonio Rivera, folgten. Mitte 1991 legte er den Titel nieder und boxte im Februar 1993 erstmals um die WBA-Weltmeisterschaft im Leichtgewicht gegen Tony Lopez, verlor jedoch nach Punkten. Im Rückkampf vier Monate später gewann Thobela den Titel, den er jedoch in der ersten Verteidigung im Oktober an Orsubek Nasarow verlor. Diesem unterlag er auch in einem zweiten Duell im März 1994.
Bis zu seinem Wechsel ins Supermittelgewicht 1999/2000 bestritt er eine Reihe weiterer Kämpfe, darunter ein Unentschieden im Weltergewicht gegen Carlos Baldomir. Den WBC-Weltmeisterschaftstitel im Supermittelgewicht gewann er im September 2000 durch einen K.-o.-Sieg in der zwölften Runde gegen Glenn Catley. Es war der erste WM-Kampf dieses Verbandes auf afrikanischem Boden. Den Titel verlor jedoch im ersten Verteidigungskampf im Dezember 2000 an den Kanadier Dave Hilton. Einen erneuten WBC-Titelkampf verlor er im November 2001 gegen Éric Lucas. Es folgten Niederlagen gegen Mikkel Kessler, Otis Grant und Lucian Bute.
Seinen letzten Kampf bestritt er 2006 in Südafrika. Nach seiner Boxkarriere wurde er Inhaber eines Bestattungsunternehmens und veröffentlichte seine Autobiographie The Rose of Soweto: The Dingaan Thobela Story.
Im April 2024 starb er im Alter von 57 Jahren.